# Raul Proença

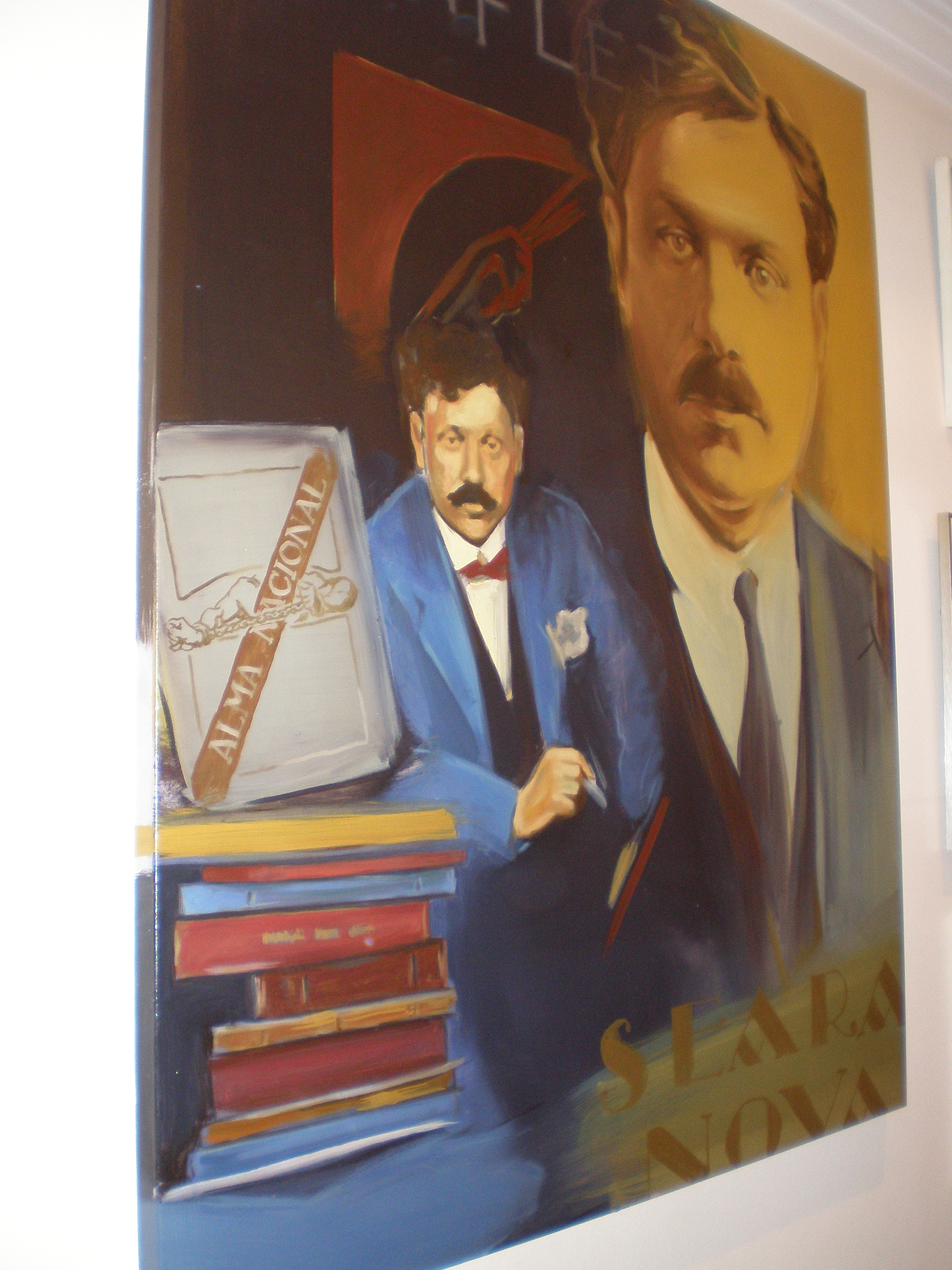
Raul Proença (Tela desaparecida)

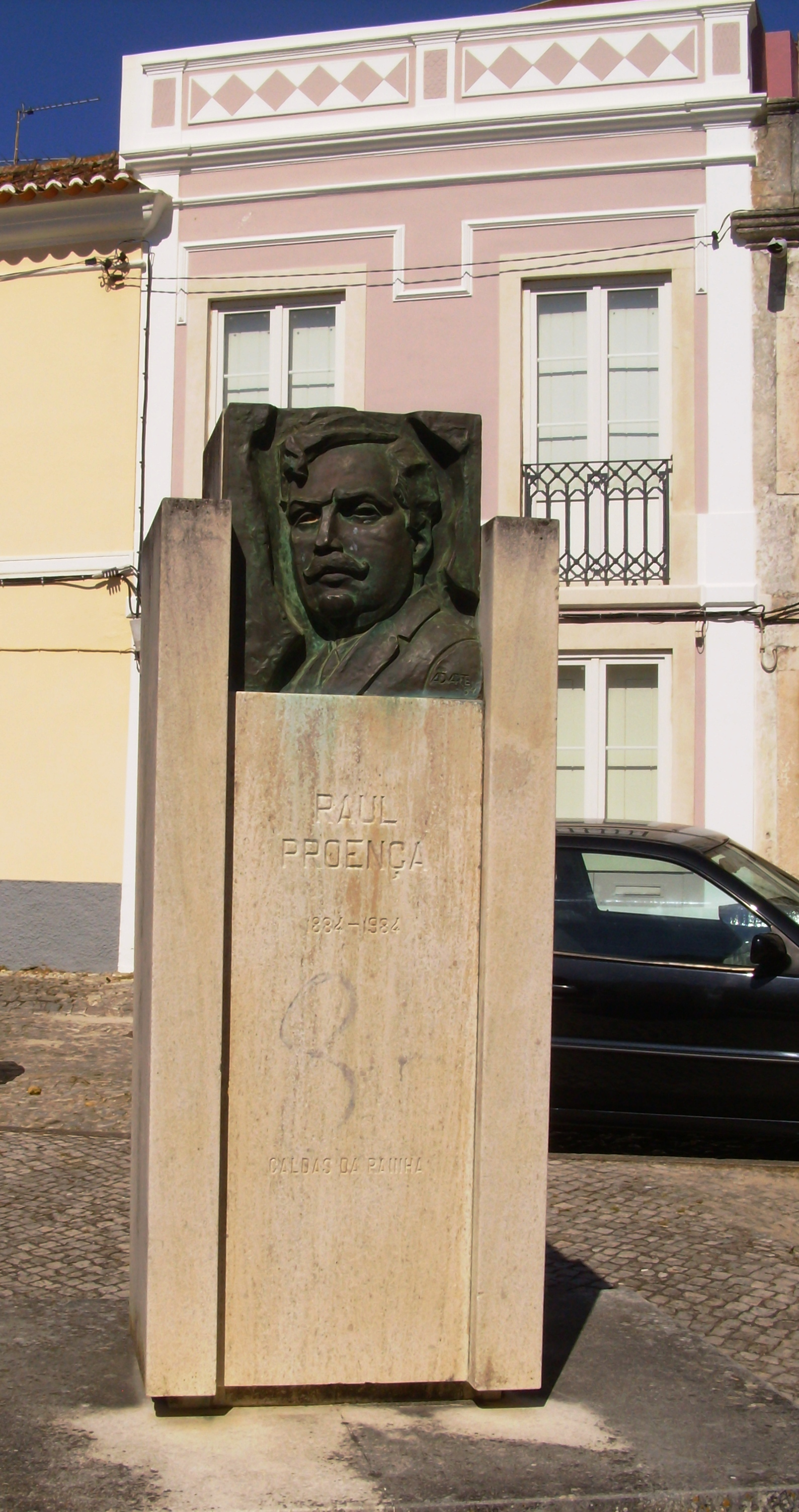
Monumento em homenagem a Raul Proença, Caldas da Rainha.

Raul Sangreman Proença GOL (Nossa Senhora do Pópulo, Caldas da Rainha, 10 de maio de 1884 — Porto, 20 de maio de 1941), mais conhecido por Raul Proença, foi um escritor, jornalista, bibliotecário e filósofo português, membro do grupo que fundou a revista Seara Nova. Tem uma escola secundária com o seu nome nas Caldas da Rainha.

## Biografia
Era filho do escrivão da Fazenda Jaime Augusto de Carvalho Proença, também natural das Caldas da Rainha, e de Elisa da Nazaré Sangreman Proença, doméstica, natural de Lisboa (freguesia do Sacramento).
Formado em Ciências Económicas e Financeiras pelo Instituto Industrial e Comercial de Lisboa, de pensamento multifacetado, definiu-se filosoficamente como idealista e realista, defensor do socialismo democrático no seio de um regime parlamentarista.
Afirmou-se como figura cimeira do pensamento político português no primeiro quartel do século XX, marcando decisivamente a intervenção cívica durante a Primeira República Portuguesa, cujos vícios generalizados e corrupção criticou duramente.
A 7 de janeiro de 1915, casou civilmente em Lisboa com Teolinda dos Santos Contreiras (São Clemente, Loulé, c. 1889), doméstica, filha dos proprietários Manuel Francisco Contreiras, natural de Faro (freguesia de Santa Bárbara de Nexe), e Teolinda Vitória Contreiras, também natural de Loulé (freguesia de São Clemente).
Integrou, para além da Renascença Portuguesa, o grupo fundador da Seara Nova (1921) e o chamado Grupo da Biblioteca (1919-1926). Trabalhou como bibliotecário, ascendendo a chefe dos serviços técnicos da Biblioteca Nacional de Lisboa, da qual era funcionário desde 1911, tendo ali colaborado diretamente com Jaime Cortesão quando este dirigiu a instituição.
Combateu o Sidonismo (1918) e a Ditadura Militar (1926) que, em 1927, o condenou ao exílio em Paris.
É, ainda assim, "vítima" da mentalidade da sua época, aderindo a dogmas racistas, então populares em certos meios republicanos. Publica neste tópico, por exemplo, "A Ditadura Militar: História e Análise de Um Crime", na qual defende a democracia de homens como Mussolini que a destruíram no seu país. Mas defende também a Eugenia, por uma "raça mais pura", apelando a uma "política da raça" que corrija a decadência portuguesa, cuja causa principal dizia ser a "degradação étnica" por culpa da "nossa sensualidade" "em contacto com outros povos". Declara portanto uma "política fisiológica "a mais importante das políticas", "defendendo o português de maiores abastardamentos", procurando uma raça "indemne", a par de re-educação nacional. Declararia também, contrariando aqui os dogmas da época, a "superiodidade intelectual da mulher portuguesa sobre o homem", ainda que declarasse isto como um "extraordinário" sintoma de uma "catástrofe étnica e educativa".
Regressou a Portugal em 1932, já acometido da grave doença mental que o levaria ao internamento no Hospital Conde de Ferreira, no Porto, onde faleceu vítima de febre tifóide a 20 de maio de 1941.
Dedica um longo estudo filosófico à teoria do eterno retorno de Nietzsche, obra em dois volumes só postumamente publicada.
Criador do "Guia de Portugal", fruto das suas viagens pelo país. Raul Proença é avô de Raúl Proença Mesquita, também ele notório autor.
Encontra-se colaboração da sua autoria na revista Pela Grei   (1918-1919) e Homens Livres  (1923).
A 30 de junho de 1980, foi agraciado, a título póstumo, com o grau de Grande-Oficial da Ordem da Liberdade.